# Паттерсон, Энни Уилсон
```
Энни Уилсон Паттерсон
 (
англ.
 
Annie Wilson Patterson
; 
27 октября
 
1868
 (
1868-10-27
)
, 
Лерган
, графство 
Арма
, 
Северная Ирландия
 — 
16 января
 
1934
, 
Корк
) — ирландский 
музыковед

 и музыкальный критик, 
композитор
, органист.
```

Начинала свою карьеру как органист и руководитель церковного хора. Затем окончила Королевский университет Ирландии (1887), ученица Роберта Прескотта Стюарта, высоко ценившего её и посвятившего ей несколько собственных произведений. Там же два года спустя защитила диссертацию доктора музыки (первая женщина в Великобритании, получившая эту степень). В 1892—1895 годах исполняла в университете обязанности экзаменатора. Позднее, в 1924 году, заняла должность профессора в Университетском колледже в Корке.
В 1890-е годы примкнула к движению за возрождение ирландского национального самосознания и, в частности, пропагандировала в своих критических статьях национальную волну в музыке, противопоставляя её непродуктивному, по её мнению, французскому влиянию; в 1895 году в числе других видных ирландских музыкальных деятелей подписала открытое письмо, призывающее ирландских композиторов быть «столь же подлинно национальными в своём искусстве, сколь это удалось Дворжаку и Григу». Опубликовала ряд исследований по этому поводу, в том числе итоговую статью «Народная музыка Ирландии: её прошлое, настоящее и будущее» (англ. The Folk-Music of Ireland: Its Past, Present, and Future Aspects; 1920). В 1895 году стояла у истоков Дублинского музыкального фестиваля. Написала две оперы на ирландские национальные темы: «Дочь верховного короля» (англ. The High-King's Daughter) и «Оссиан» (англ. Oisín). Ей также принадлежат обработки и фортепианные переложения ирландских народных песен.
Наиболее известен принадлежащий Паттерсон биографический очерк о Роберте Шумане (1903, множество переизданий) — по мнению настроенного, в целом, критически по отношению к книге рецензента «Нью-Йорк Таймс», «лучшая компиляция известного о Шумане из всех, что существовали прежде на английском языке». Ей также принадлежат компендиум «История оратории» (англ. The story of oratorio; 1902), популярные книги «Беседы с любителями музыки» (англ. Chats with music-lovers; 1907), «Как слушать оркестр» (англ. How to listen to an orchestra; 1913), «Профессия музыканта и как овладеть ею» (англ. The profession of music and how to prepare for it; 1920) и т. д., а также обзор «Церковная музыка мира» (англ. Religious Music Of The World; 1910, с соавторами) и др.